# Kaminotani
Kaminotani (von japanisch 神の谷 ‚Tal Gottes‘) ist ein Tal an der Prinz-Harald-Küste des ostantarktischen Königin-Maud-Lands. Es liegt an der Basis der Halbinsel Skarvsnes.
Japanische Wissenschaftler benannten es 2012.